# VY Canis Majoris
VY Canis Majoris (VY CMa) è una stella ipergigante rossa variabile irregolare situata nella costellazione del Cane Maggiore a 3840 anni luce dal sole. È una delle stelle più grandi conosciute, con un raggio pari a circa 1420 volte il raggio solare e, in virtù delle sue dimensioni, una delle più luminose della Via Lattea.

## Storia delle osservazioni
La prima osservazione di cui si ha notizia di VY Canis Majoris è nel catalogo stellare dell'astronomo francese Jérôme Lalande nel 1801, che la elenca come una stella di 7° magnitudine. Ulteriori studi sulla sua magnitudine apparente suggeriscono che la luce della stella vista dalla Terra sia sbiadita dal 1850, forse a causa di variazioni della sua emissione o all'estinzione causata da parti più dense dei suoi gas circostanti. Dal 1847, VY Canis Majoris è stata descritta come una stella di colore cremisi. Durante il XIX secolo, gli osservatori misurarono almeno sei componenti singole, suggerendo che potesse essere una stella multipla. Nell'epoca attuale è noto che queste componenti sono zone luminose della nebulosa ospite. Le osservazioni del 1957 e le immagini ad alta risoluzione del 1998 escludono quasi tutte le stelle compagne.
La variazione della luminosità della stella è stata descritta per la prima volta nel 1931, quando è stata elencata (in tedesco) come una variabile a lungo periodo con un intervallo tra le magnitudini fotografiche da 9,5 a 11,5. Nel 1939 la stella ha ricevuto la designazione di stella variabile VY Canis Majoris, la 43ª stella variabile della costellazione del Cane Maggiore.

## Caratteristiche

Confronto tra le dimensioni del Sole e di VY CMa

Da destra a sinistra: VY Canis Majoris comparata a Betelgeuse, Rho Cassiopeiae, Stella Pistola e il Sole (non visibile in questa anteprima). In blu è disegnata l'orbita di Nettuno

L'astrofisica Roberta M. Humphreys ipotizzò nel 2006 che questa imponente stella avesse un raggio 1800−2 100 volte più grande di quello del Sole. Secondo quello studio, se questa stella si trovasse al posto del Sole, i suoi strati più esterni si estenderebbero oltre l'orbita di Saturno. Altro mezzo di comparazione potrebbe essere il fatto che la luce, che impiega poco più di un secondo dalla Terra alla Luna, avrebbe bisogno di quasi 8 ore per fare un giro completo attorno alla stella. Successivamente Humphreys ipotizzò che il raggio massimo possibile per una stella sia circa 2600 volte quello del Sole.
Vi sono due diverse opinioni riguardo allo stato di VY CMa: la prima (con cui concorda Roberta M. Humphreys) è che la stella sia una luminosissima ipergigante rossa; la seconda (con la quale concordano Massey, Levesque, e Plez) è che la stella sia una supergigante rossa, “ridimensionata” a 600 raggi solari, in questo caso l'imponente stella ingloberebbe l'intera orbita di Marte.
La distanza della stella dalla Terra, che era stata stimata essere in 1500 pc (1100 pc secondo studi più recenti), la rende, nonostante le eccezionali dimensioni, assolutamente invisibile ad occhio nudo: infatti, nonostante sia quasi 300000 volte più luminosa del Sole, la stella possiede una magnitudine apparente che varia in modo irregolare tra 7,4 e 9,6.
Studi più recenti del 2012 da parte di Wittkowski e colleghi, effettuati tramite l'interferometro del VLTI/AMBER, ridimensionano la distanza di VY Canis Majoris a 3815 anni luce ed il raggio a 1420 volte quello solare. Da queste osservazioni la massa iniziale della stella è stata stimata in 25 masse solari, mentre la massa attuale, dopo l'enorme quantità di materia persa per il vento stellare nel corso della sua esistenza, in 17±8 M⊙.
Data la grande massa dell'astro gli astrofisici ritengono che esso concluderà la propria esistenza esplodendo in supernova.

## Fenomeni esplosivi e perdita di massa

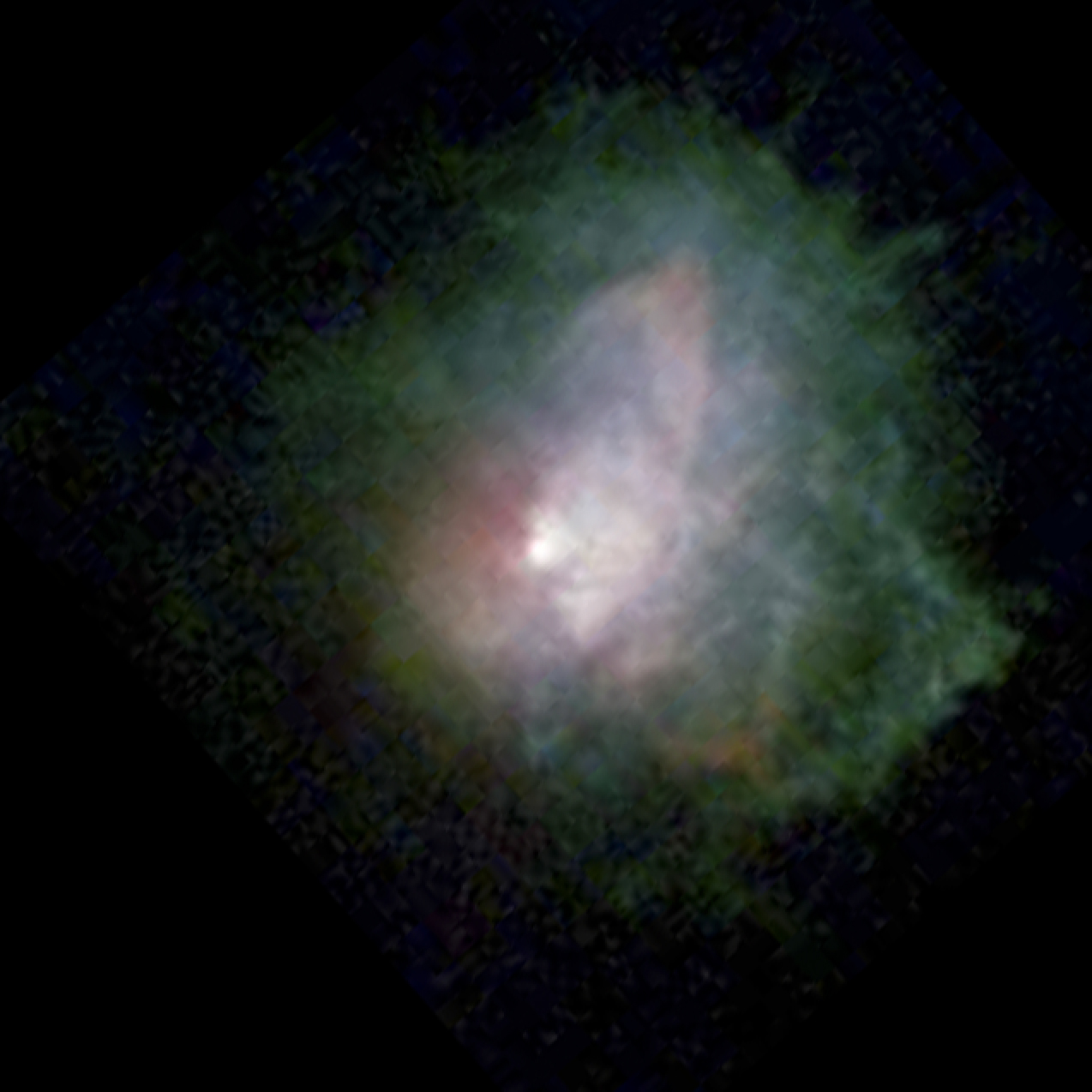
La stella, circondata da un guscio di materia emessa dall'astro, ripresa nel visibile dal Telescopio spaziale Hubble

VY Canis Majoris sta espellendo grandi quantità di materia ad un ritmo molto intenso, al ritmo di circa 1,8×10−4 M⊙ all'anno. La stella si trova infatti in una fase molto instabile della propria evoluzione, prossima ormai alla conclusione, caratterizzata da potenti eruzioni, durante le quali la stella perde circa 10 volte più massa di quanto non ne perda tramite il vento stellare. La materia, emessa durante le eruzioni, ha costituito attorno all'astro una serie di anelli, archi e noduli in espansione. Si stima che nel corso degli ultimi mille anni la stella abbia sperimentato un gran numero di queste eruzioni.
Un team di astronomi, capitanato dalla Humphreys, ha puntato il telescopio spaziale Hubble su VY CMa con l'obiettivo di misurare con precisione la velocità, la direzione dei getti e la polarizzazione della luce emessa dall'astro, che indica la presenza di polveri. Combinando i dati dell'Hubble con quelli ottenuti dal telescopio Keck, situato nelle Hawaii, è stato possibile effettuarne una ricostruzione tridimensionale, che ha mostrato come la perdita di massa della stella sia molto più complessa di quanto ci si aspettasse. È apparso subito evidente che gli archi e i noduli sono comparsi in tempi diversi; i getti sono orientati in modo casuale, il che induce a ritenere che derivino da esplosioni avvenute in regioni attive della fotosfera stellare.
I dati spettroscopici ottenuti da Terra indicano che i getti si allontanano dalla stella a differenti velocità, indice del fatto che si siano verificati in tempi diversi e traggano origine da aree diverse della superficie stellare. Gli archi di materia più esterni sono stati espulsi circa 1000 anni fa, mentre le strutture prossime all'astro avrebbero un'età non superiore a 50 anni.
L'energia che alimenta questi fenomeni è fornita dal campo magnetico dell'astro.

## Presenza di composti nell'involucro gassoso

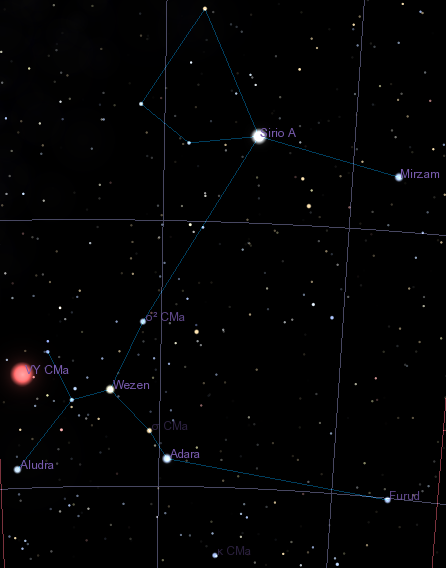
Il Cane Maggiore se VY fosse alla stessa distanza di Sirio

Nel 2007, un gruppo di astronomi, servendosi del radiotelescopio di Mount Graham (Arizona), scoprì la presenza, nella nebulosità circostante la stella, di una grande quantità di composti chimici; tra di essi, in particolare sono stati scoperti acido cianidrico (HCN), monossido di silicio (SiO), cloruro di sodio (NaCl) ed una particolare molecola, il nitruro di fosforo (PN), in cui un atomo di fosforo lega un atomo di azoto. I composti del fosforo rivestono una particolare importanza in astrobiologia, poiché questo elemento, sebbene sia relativamente raro nell'universo, costituisce una componente chiave di alcune delle principali biomolecole, come gli acidi nucleici (DNA ed RNA).